# 农村税费改革
农村税费改革是中国政府于1998年开始酝酿，2000年开始推行的一项以减轻农民负担为目的的措施。主要内容可以概括为“三个取消，两个调整，一个逐步取消”，即通过改革要切实减轻农民负担，“规范”即要加快形成农村规范的税费政策和征收办法。“稳定”即新的农村税费政策、征收办法及农民的实际负担水平要保持稳定。

## 内容
- 三个取消：屠宰税、乡镇统筹款和农村教育集资费等专向农民征收的行政事业性收费及政府性基金和收费；
- 两个调整：调整农业税政策、调整农业特产税征收办法。调整后的农业税以第二轮土地承包面积为计税面积，以1998年前5年的粮食单产为计税产量，以7%为地区差别比例税率上限，以政府粮食收购保护价为计税价格，确定每个农户的应征税额。同时以农业税额的20%为上限征收农业税附加，替代原有的村提留。农业特产税调整征收办法后，只在生产环节比照农业税略高的税率征收一道税，现时明确，在农业税计税面积上种植农林特产，不许与农业税重复征收；
- 一个逐步取消：原统一规定的农村劳动力积累工、义务工逐步取消。

## 农村税费改革的起源
1998年9月，成立了由财政部、农业部、中央农村工作领导小组办公室的主要负责同志组成的国务院农村税费改革工作小组。
1998年10月14日中共十五届三中全会通过《中共中央关于农业和农村工作若干重大问题的决定》，把“切实减轻农民负担”作为十条方针的第七条。
一年半以后，2000年3月2日，中共中央、国务院下发《关于进行农村税费改革试点工作的通知  中发〔2000〕7号》文件，在安徽全省进行农村税费改革试点。文件中规定了税费改革试点的四项基本原则的第三项：“实行科学规范的分配制度和简便易行的征收方式。采取以农业税收为主的方式，...，便于基层操作和群众监督。 ”文件规定的农村税费改革试点的主要内容是：
- 税
  - 屠宰税 取消；
  - 农业特产税，调整，使得农业税和农业特产税不重复交叉征收，农业特产税税率按照略高于农业税税率的原则进行适当调整。随后出台的《财政部、国家税务总局关于调整农村税费改革试点地区农业特产税若干政策的通知  财税〔2001〕93号 （页面存档备份，存于）》规定的农业特产税税率从8%到20%。
  - 农业税，调整，将原农业税附加并入新的农业税。新的农业税税率最高不超过7％。。农业税附加比例最高不超过农业税正税的20％。税费改革后全国大部分地区实行了顶格8.4%税率[1]。
- 农民承担费用和劳务
  - 原来的村提留包括三项内容：
    - 公积金：五保户供养采用新的农业税附加方式统一收取
    - 公益金：不再固定向农民收取村提留，实行一事一议，由村民大会民主讨论决定，实行村务公开、村民监督和上级审计
    - 管理费：用于村干部报酬和办公管理开支采用新的农业税附加方式统一收取

  - 劳动积累工：取消。村内进行农田水利基本建设、修建村级道路、植树造林等集体生产公益事业所需劳务，实行一事一议，由村民大会民主讨论决定
  - 农村义务工：取消。但在特大防洪、抢险、抗旱等紧急任务，经县级以上政府批准可无偿动用农村劳动力
  - 乡统筹：取消。原来的五项统筹民办事业：
    - 乡村两级办学：由各级政府通过财政预算安排
    - 计划生育：由各级政府通过财政预算安排
    - 抚兵：由各级政府通过财政预算安排
    - 民兵训练：由各级政府通过财政预算安排
    - 修建乡村道路：所需资金不再固定向农民收取。村级道路建设资金由村民大会民主协商解决，乡级道路建设资金由政府负责安排。

一年以后的2001年3月24日，国务院发出《关于进一步做好农村税费改革试点工作的通知 国发〔2001〕5号 （页面存档备份，存于）》文件，要求“扩大试点，积累经验”，具备条件的省份可以全面推开试点。
但一个月后，2001年4月25日，国务院决定暂缓扩大农村税费改革的试点，“集中力量进一步做好安徽省的试点”。
2002年3月27日，国务院办公厅发出《国务院办公厅关于做好2002年扩大农村税费改革试点工作的通知 国办发〔2002〕25号》，决定在16个省(市、自治区)为2002年全省规模农村税费改革。加上原来国定试点两年的安徽、自费试点一年的江苏、自费加入2002年税费改革的浙江与上海，共计20个省(自治区、直辖市)全省农村税费改革。
2003年3月27日，《国务院关于全面推进农村税费改革试点工作的意见   国发〔2003〕12号》，在全国全面推进、铺开税费改革。还要求“逐步缩小农业特产税征收范围，降低税率，为最终取消这一税种创造条件”。
2004年1月1日，《中共中央 国务院关于促进农民增加收入若干政策的意见   中发〔2004〕1号》 （页面存档备份，存于） 在第（十八）款提出“逐步降低农业税税率，今年农业税税率总体上降低一个百分点，同时取消除烟叶外的农业特产税。”这标志着从2000年开始的农村税费改革划上了一个出乎原设计者意料的句号。转向了彻底废除农业税及农民所有费用与劳务负担。
2004年3月5日，国务院总理温家宝在十届人大二次会议上作《政府工作报告》时宣布：“从今年起，中国逐步降低农业税税率，平均每年降低一个百分点以上，五年内取消农业税。”事实上，大陆的沿海和中部地区自2003年前后即开始全部取消“农村税费”，经济发达地区政府财政开始给种粮农户按面积发放农业补贴。
2005年12月29日，十届全国人大常委会第十九次会议经表决决定，农业税条例自2006年1月1日起废止，中国农民告别了有2600年历史的“皇粮国税”。

## 影响

### 改革成效
农村税费改革在全国范围推广实施以来，各地政府机关基本能认真按照国家有关规定对农民的大部分税费进行了减免，农村的税费有了大幅度的减少，一些乱收费现象得到了有效的遏制。
- 农民和政府相关机构负责人对“农村税费改革”认知度较高。

大多数农民知道中国目前有“农村税费改革”这项措施，并对农村税费改革的内容有一定了解。而官员对此项改革的了解比农民更多。
- 农村税费的收取在“农村税费改革”后比税改前大幅度减少。

农税改革中重新核定计税面积，农业税税费总额较之税改前有所下降，乡镇辖区税费总额上交额度明显减少。
- “农村税费改革”政策的出台规范了对农民的征税，为“减轻农民负担”做了制度性的保证。

税费改革前，农民需缴纳各种各样的税与费。主要有：农业税、农业附加税、农业特产税、农业特产税附加、屠宰税、村提留、乡统筹、教育附加费、教育集资、书杂费、义务工农业税等。税费改革后，国家取消其他费与杂税，农民只需缴纳一项农业税。2004年3月5日，温家宝在十届全国人大二次会议开幕的时候作政府工作报告中谈到2004年的主要任务时说，要巩固和加强农业基础地位，实现农民增收和农业增产。五年内取消农业税。不少有条件的省份已在本省内取消农业税。

### 农村税费改革存在的问题
- 税费改革政策执行不到位，农民负担得不到彻底减轻。
- 税费改革和分税制造成乡镇政府财政缺口扩大，乡镇财政运作难以维持，加重农民负担[2]:32。
- 税费改革和分税制后，乡镇财务可为农村公共事业提供的资金匮乏[2]:33，基础教育受到很大负面影响。
- 政府部门过于庞大，财政供养的人口众多，乡镇政府精简困难重重[2]:32。

## 农村税费改革相关事件
- 农税调查：在中央贯彻落实税费改革政策的同时，一些政府性组织的志愿者和自发组织的科研人士都深入农村，对此次税费改革的实行情况进行了调查了解，以此作为一种正式和非正式的政策反馈渠道。陈桂棣和春桃两位作家，到农村调查农民状况，著书《中国农民调查》，引起了很大的反响。
- 丰城事件